# Ким, Михаил Васильевич
Михаил Васильевич Ким (8 августа 1907 года, Кедровая Падь, Приморская область, Российская империя — 4 сентября 1970 года, Красноярск, РСФСР, СССР) — инженер-гидротехник, лауреат Ленинской премии 1966 года.

## Биография
Родился на Дальнем Востоке в деревне Кедровая падь Приморской области в корейской семье. С 1923 года жил во Владивостоке и с 1927 года — в Ленинграде.
Окончил рабфак при Дальневосточном университете (1927) и Ленинградский политехнический институт (1932).
В 1932—1935 гг. был аспирантом ВНИИ гидротехники и одновременно работал инженером-гидротехником Нижне-Волгопроекта.
Арестован 5 октября 1935 г. Обвинялся в создании в 1924-25 гг. на территории Приморского края контрреволюционной группировки, связях с антипартийными группами в Корее и Маньчжурии и т. п.
Приговор от 30 мая 1936 года: 4 года лишения свободы без поражения в правах и конфискации имущества. Отбывал наказание в Норильске (Норильлаг). Работал инженером-гидротехником и старшим прорабом.
Освобожден 1 марта 1939 года, в апреле того же года был амнистирован. Работал в Норильске как вольнонаемный. В 1956 году полностью реабилитирован.
В 1939—1959 годах начальник мерзлотной станции и начальник отдела изысканий проектной конторы Норильского комбината.
В 1959—1970 годах — директор Норильского научно-исследовательского отдела Красноярского Промстройпроекта Госстроя СССР.
В 1966 году удостоен Ленинской премии за участие в создании теории свайного фундирования: доказал, что дома на сваях с проветриваемым подпольем при правильной эксплуатации будут стоять прочно.
Умер 4 сентября 1970 года в Красноярске во время совещания по вопросам строительства в Сибири и на Дальнем Востоке.

## Награды
- Награждён орденом Ленина, медалью «За доблестный труд в Великой Отечественной войне 1941—1945 гг.», тремя серебряными медалями ВДНХ.
- Ленинская премия (1966).

## Память
31 октября 1998 года в Норильске на здании по адресу Ленинский проспект, дом 19 была открыта мемориальная доска М. В. Киму.